# Kithara

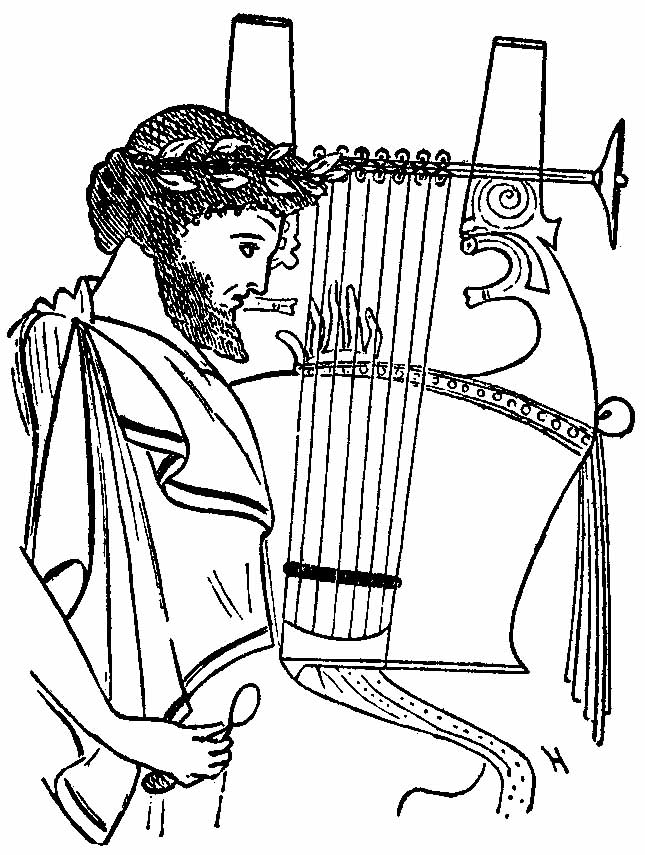
Dibujo de un jarrón griego de un hombre tocando una kithara de 8 cuerdas

La kithara (κιθάρα, kithāra) es un instrumento musical de cuerda pulsada propio de la antigua Grecia. Era construido inicialmente como la lira, pero con una caja de resonancia de mayores dimensiones, en madera. En su estructura es semejante al kinnor de los hebreos.
Con estas características, la primitiva arpa tuvo una notable expansión desde la antigua Grecia, donde fue ejecutada por profesionales, los citaredos y aedos, como Limenio y Terpandro. Su uso también se concretó en la antigua Roma y en Córcega.

## Etimología
El nombre de este instrumento musical etimológicamente tiene raíces comunes con cítara, sitar y guitarra. 